# Bratteato di Grumpan

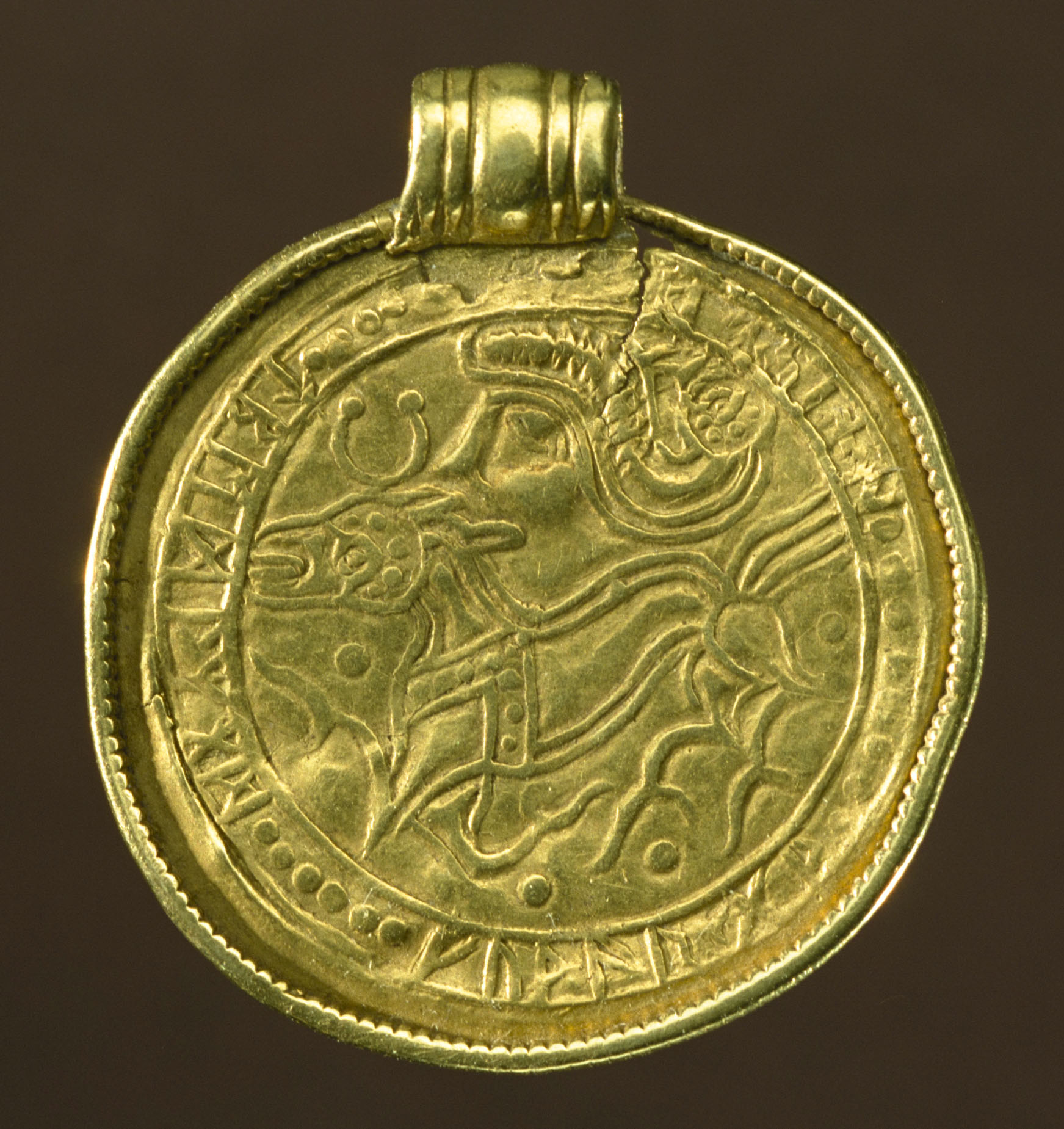
Bratteato di Grumpan

Il bratteato di Grumpan (Rundata Vg 207) è un C-bratteato in oro ritrovato nel Västergötland, in Svezia, nel 1911.

## Iscrizione
Mostra una serie di rune in alfabeto runico Fuþark antico:

## Traslitterazione
La traslitterazione della scritta è:
fuþarkgw ******** hnijïp(z)... **** tbeml(ŋ)(o)d ******

## Fonte
- Rundata